# ЭКВ
ЭКВ — экспериментальный танк КВ с электрической трансмиссией. Усилиями Военной академии механизации и моторизации имени Сталина, заводов № 627, ЧКЗ, «Электросила» и «Динамо» на основании постановления ЦК ВКП(б) и СНК от 07.04.1941 изготовили танк ЭКВ. В октябре 1940 года в ВАММ РККА, под руководством начальника кафедры танков, военного инженера первого ранга Груздева Н. И., начали разработку электромеханической трансмиссии.
Применение электромеханической трансмиссии на танке давало возможность: улучшить тяговые характеристики; улучшить поворотливость танка благодаря непрерывному регулированию разности скоростей гусениц; уменьшить расход топлива; благодаря электродинамическому торможению улучшить тормозную характеристику.

## Разработка
В сентябре 1941 года был выполнен технический проект танка ЭКВ, тогда же завод «Динамо» начал изготовлять агрегаты электрической трансмиссии. К январю 1943 года работы по созданию агрегатов трансмиссии были выполнены лишь на 60 %. Такие задержки были связаны с передислокацией академии и эвакуацией заводов. В феврале 1943 года завершение работ перенесли на заводов № 627 в Москву.
Серийный танк КВ-1 образца 1941 года был использован в качестве базы для изготовления танка ЭКВ. Главные отличия от базовой модели заключались в установке электромеханической трансмиссии (на КВ-1 стояла механическая), а также башне с вооружением (аналогичная конструкция использовалась на танке КВ-1с). Общая компоновка машины имела классическую схему.

## Испытания
Испытания опытного образца танк ЭКВ были проведены в декабре 1944 года на научно-исследовательском испытательном полигоне. Танк не был принят на вооружение РККА в связи с конструкционными недостатками. Однако опыт полученный при его разработке использовался при проектировании электромеханических трансмиссий тяжелых танков ИС-6 и ИС-7.

## Конструкция танка

### Компоновочная схема
Сиденья механика-водителя и стрелка-радиста располагались в отделении управления. Помимо приводов управления движением танка, в отделении управления размещались: радиостанция, воздушные баллоны, аккумуляторные батареи, пулемет ДТ и боеукладка. В крыше корпуса справа от механика-водителя был установлен зеркальный смотровой прибор. В середине лобового броневого листа корпуса размещался смотровой люк механика-водителя, который закрывался броневой крышкой со смотровой щелью с триплексом. Перед стрелком-радистом в лобовом листе располагалась шаровая опора для установки лобового пулемета. Над рабочим местом стрелка-радиста в крыше корпуса машины был выполнен люк, который закрывался откидной бронекрышкой на внутренней петле для входа и выхода экипажа, который располагался в отделении управления. За сиденьем механика-водителя в днище корпуса имелся запасный люк для выхода.
Боевое отделение располагалось в башне и средней части корпуса танка. В башне размещалась часть боеукладки, монтировалась пушка и пулеметы. В отделении управления слева от пушки размещался наводчик орудия, за ним командир танка, заряжающий — справа от орудия. Сиденья командира, заряжающего и наводчика крепились к башне. Они вращались вместе с ней. Над рабочим местом командира, на крыше башни, устанавливалась неподвижная командирская башенка имеющая пять смотровых перископических приборов, располагавшихся по ее периметру. В крыше башни у заряжающего для наблюдения вперед и сторону кормы танка монтировалось два зеркальных смотровых прибора. В крыше башни справа от командирской башенки имелся входной люк, который закрывался броневой крышкой на петле. Вдоль бортов боевого отделения устанавливались топливные и масляные баки. На днище — вращающееся контактное устройство и основная часть боеукладки.
Моторное отделение располагалось за боевым. Отделения разделялись перегородкой. На подмоторной раме в моторном отделении вдоль продольной оси машины устанавливались двигатель, вдоль бортов масляный и водяные радиаторы и два комбинированных воздухоочистителя.
Трансмиссионное отделение находилось в кормовой части танка и отделялось от моторного перегородкой. В нем размещались агрегаты электротрансмиссии и аппаратура управления.

### Броневой корпус и башня
Бронезащита танка — противоснарядная, дифференцированная. Конструкция корпуса танка ЭКВ не отличались от конструкции корпуса КВ-1 образца 1941 года. Исключение составляли крыша над трансмиссионным отделением, крышки люков изменения в которой были выполнены в связи с монтажом агрегатов и узлов электротрансмиссии, а также бортовые листы в связи с установкой новых бортовых редукторов.
Броневые плиты лобовой части машины устанавливались под рациональными углами наклона. Лобовая часть башни с амбразурой для орудия, образованная пересечением четырёх сфер, отливалась отдельно и сваривалась с остальными бронедеталями башни. Маска орудия представляла собой цилиндрический сегмент гнутой катаной бронеплиты и имела три отверстия — для пушки, спаренного пулемёта и прицела. Башня устанавливалась на погон диаметром 1535 мм в броневой крыше боевого отделения.

### Двигатель
Тяговые электродвигатели постоянного тока ДК-301В устанавливались поперек корпуса и подсоединялись параллельно-последовательно к клеммам генератора при помощи контакторов в зависимости от положения рукоятки контроллера. Шестиполюсные электродвигатели имели независимую и сериесную обмотки возбуждения. На независимую обмотку возбуждения напряжение подавалось от аккумуляторных батарей. Данная обмотка при электрическом торможении обеспечивала устойчивое возбуждение двигателей.
Чтобы уменьшить размеры электродвигателя, увеличили частоту вращения его якоря до 5000 об/мин. Тяговые электродвигатели могли работать в двух режимах: длительном, который примерно соответствовал второй и третьей передачам механической трансмиссии, и кратковременном, который соответствовал максимальному крутящему моменту или максимальной скорости. Основным режимом работы электродвигателей был длительный, который соответствовал такому же режиму работы генератора (при одновременной работе обоих электродвигателей). Частота вращения якоря при длительной режиме составляла 2400 оборотов в минуту. В цепи сила тока достигала 370 ампер. Скорость тяжелого танка — 17,5 км/ч. На валу электромотора максимальный крутящий момент при 40 об/мин составлял 520 кгм. При этом сила тока в цепи достигала 2 тыс. ампер. Для охлаждения электродвигателей использовали вентиляторы центробежного типа. Вес каждого тягового электродвигателя и вентилятора равнялся 820 кг.

### Вооружение
Основным вооружением танка ЭКВ являлась 76,2-мм танковая пушка ЗИС-5. Орудие устанавливалось в башне на цапфах и было полностью уравновешено. Углы вертикальной наводки пушки ЗИС-5 составляли от −5 до +25 градусов. Выстрел производился посредством электроспуска или ручного механического спуска. Боекомплект пушки составлял 114 выстрелов. На танке ЭКВ, было установлено три пулемета ДТ калибра 7,62 мм: один спаренный с орудием, а также кормовой и курсовой в шаровых установках. Общий боекомплект пулемётов ДТ составлял 3000 патронов. Данные пулеметы устанавливались таким образом, что при возникновении необходимости они снимались с установок и использовались вне танка.

### Трансмиссия
В состав электромеханической трансмиссии входили: стартер-генератор ДК-502Б, постоянно соединенный с дизелем В-2К посредством муфт, два тяговых электродвигателя ДК-301В, два бортовых редуктора и аппаратура управления.

### Электрооборудование
Электрооборудование танка было выполнено по однопроводной схеме, с напряжением бортовой сети 24 В. В танке ЭКВ были установлены четыре 12-вольтовые аккумуляторные батареи 6СТЭ-144, соединенные последовательно-параллельно. Емкость всех батарей составляла 288 А/ч. Зарядка аккумуляторных батарей осуществлялась от двух генераторов ГТ-4563А (мощность каждого 1 кВт) устанавливавшихся на дизеле.

### Средства связи
В носовой части корпуса для внешней связи устанавливалась радиостанция 71-ТК-З. Внутренняя связь осуществлялась посредством танковых переговорных устройств ТПУ-4.

### Средства пожаротушения
Для тушения пожара использовался тетрахлорный ручной огнетушитель, размещавшийся в башне танка ЭКВ.